# Naburiano
Naburiano o Naburimannu fue un astrónomo, matemático y astrólogo babilonio. Su nombre aparece citado en diversos textos de escritura cuneiforme, además de aparecer referenciado por el geógrafo griego Estrabón de Amaseia. No se sabe con exactitud cuándo vivió, puesto que los autores manejan diversas fechas, entre los siglos VI y III a. C.

## Cronología
La datación de la vida y obra de Naburiano, ha sido objeto de disputas académicas durante casi un siglo. P. Schnabel, en una serie de artículos (1923–27), atribuyó a Naburiano el desarrollo del llamado "Sistema babilonio A", para el cálculo de efemérides en el sistema solar, atribuyendo al también caldeo Kidinnu, más tarde, el desarrollo del "Sistema babilonio B". Otto E. Neugebauer ha discutido las dataciones realizadas por Schnabel. Por su parte, el matemático B.L. van der Waerden, en artículos publicados mucho más tarde (1963, 1968 y 1974), concluyó que el Sistema A había sido desarrollado durante el reinado de Darío I (521–485 a. C.). Este Sistema A, que usa funciones por pasos, es mucho más primitivo que el Sistema B, que usa funciones lineales en zig-zag. Ambos sistemas permanecieron en uso hasta el siglo I a. C. Por tanto, la conclusión es que, si Naburiano fue el autor del sistema A, debió entonces vivir en Babilonia, entre las conquistas persa y macedonia.

## Obra
Mediante el Sistema A, Naburiano estableció la duración del año solar en 365 días, 6 horas y 15 minutos. Igualmente este sistema ajustó la semana de siete días, la hora de 60 minutos, y el minuto de 60 segundos. Los babilonios realizaban esos cálculos convirtiendo la sombra de las estacas en grados, minutos y segundos de ángulo; también utilizando Clepsidras o relojes de agua, que datan de la antigüedad egipcia y se usaban especialmente durante la noche, cuando los relojes de sombra no servían.